# London Docklands Development Corporation
La London Docklands Development Corporation (LDDC) (autorité administrative indépendante des Docklands de Londres) était une autorité administrative indépendante créé par le gouvernement britannique en 1981 pour régénérer les quartiers économiquement sinistrés à l'est de Londres. 

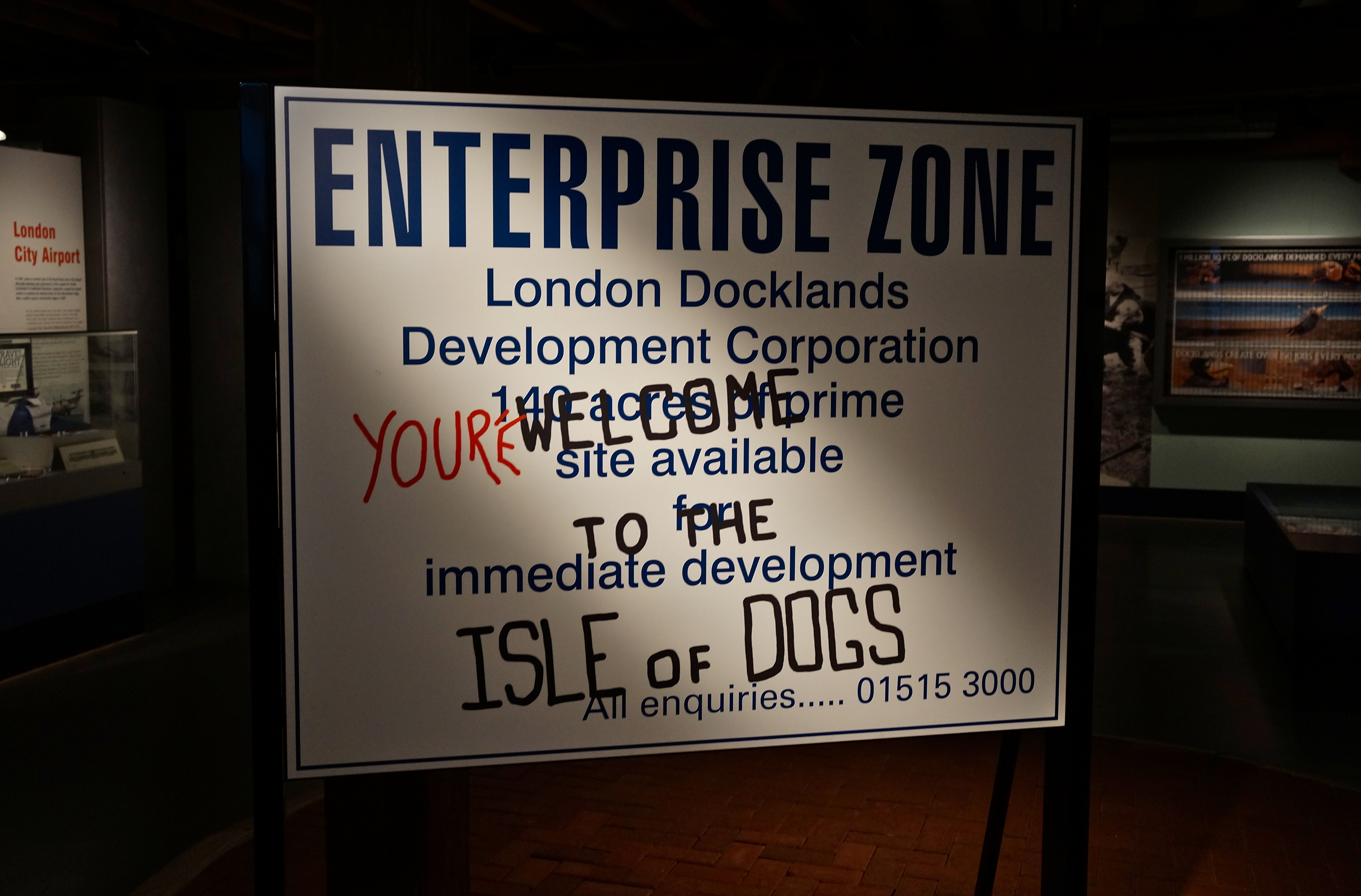
Affiche de la LDDC.

Pendant ses dix-huit années d'existence où elle était responsable de régénérer une aire de 22 km2 comprenant une partie des districts londoniens de Southwark, Tower Hamlets, Newham et Greenwich, aida à créer le Canary Wharf, le centre commercial de Surrey Quays, l'aéroport de Londres-City, l'ExCeL Exhibition Centre et le chemin de fer léger du quartiers des docks le Docklands Light Railway, apportant les plus de 120 000 nouveaux emplois aux quartiers des docks et rendant le secteur fortement recherché pour le logement. Bien qu'ayant généré initialement des résistances des conseils et des résidents locaux, son action a ensuite été considérée comme un succès et comme un exemple de régénération à grande échelle, bien que des tensions entre des résidents plus âgés et plus récents demeurent.